# Ismael Kurtz
Ismael Kurtz (ur. 23 stycznia 1969 w Miracimbie) – brazylijski trener piłkarski. W swojej karierze był selekcjonerem reprezentacji Ghany i reprezentacji Angoli.

## Kariera trenerska
W 1988 roku Kurtz był trenerem klubu Fluminense FC. W 1996 roku został selekcjonerem reprezentacji Ghany zastępując na tym stanowisku Petre Gavrilă. Poprowadził Ghanę w Pucharze Narodów Afryki 1996 i zajął z nią 4. miejsce. W latach 2002–2003 był selekcjonerem reprezentacji Angoli.